# Limonia nigropunctata
Limnobia nigrescens
Espèce
Synonymes
- Limnobia nigrescens Lackschewitz, 1928

Limonia nigropunctata est une espèce d'insectes diptères nématocères de la famille des Limoniidae.

## Liste des sous-espèces
Selon BioLib (9 juin 2021) :
- Limonia nigropunctata intermixta Savchenko, 1976
- Limonia nigropunctata nigropunctata (Schummel, 1829) (protonyme)